# 違約 (金融)
違約，指債務人不能滿足他在債務合同的法律義務，例如沒有作出付款安排，或違反了債務合同內的條件。違約是沒有償還貸款。 當債務人不願或無力支付債務，例如债券、抵押、贷款或本票，即可能會出現違約。

## 違約、无力偿付和破產的分別
違約一詞應有別於條款无力偿付和破產。
- 「違約」（Default）基本上是指債務人還未支付的債務。
- 「无力偿付」（Insolvency）是法律術語的含義，指債務人失去了支付債務的償付能力。
- 「破產」（Bankruptcy）是法律程序宣告債務人無力償付債務及其後的一連鎖還款予債權人的過程。